# Limeciklin
A limeciklin a tetraciklinek (félszintetikus ciklinek csoportja) családjába tartozó antibiotikum.

## Farmakodinámiás tulajdonságok
Az aknéra kifejtett hatása: A tetraciklineknek az akne vulgaris (közönséges pattanás) tüneteit csökkentő hatásának pontos mechanizmusát eddig még nem sikerült teljesen tisztázni; a szerek hatása részben vélhetően antibakteriális aktivitásukban rejlik. Szájon át történő adagolást követően a gyógyszerek gátolják az érzékeny organizmusok (főként a Propionibakterium acnes) növekedését a bőr felszínén és csökkentik a szabad zsírsavak koncentrációját a faggyúban. Lehetséges, hogy a szabad zsírsavak csökkentése a faggyúban a triglicerideket szabad zsírsavakká alakító, lipáztermelő organizmusok gátlásának közvetett következménye, de lehetséges, hogy ezen organizmusok lipáztermelését közvetlenül gátolja. A szabad zsírsavak comedogen hatásúak, és feltételezhetően a gyulladásos tünetek, úgymint az aknés papulák (bőrgöbök), pusztulák (gennytartalmú hólyagocskák), csomók és ciszták kialakulásában oki szereppel bírnak. Ugyanakkor egyéb mechanizmusok szerepe is feltételezhető, mivel az orális tetraciklinkezelés során az acne vulgaris klinikai javulása nem követi szükségszerűen a bőr bakteriális flórájának vagy a faggyú szabad zsírsavtartalmának a csökkenését.
A tetraciklinek az elérhető plazma- és szöveti koncentrációban bakteriosztatikus hatásúak, és mind extracelluláris, mind intracellularis kórokozók ellen hatásosak. Hatásmechanizmusuk a riboszomális fehérjeszintézis gátlásán alapul. A tetraciklinek a riboszóma 30S alegységéhez kötődve megakadályozzák a bakteriális aminoacil-tRNS kötődését az mRNS-riboszómakomplexhez, és így gátolják a fehérjeszintézis során növekvő peptid-lánchoz újabb aminosav hozzáillesztését. Terápiásan alkalmazott koncentrációkban toxikus hatásuk a bakteriális sejtekre korlátozódik.

## Farmakokinetikai tulajdonságok
Felszívódás: felszívódásuk gyors, a hatásos plazmaszintet a gyógyszer bevételét követő első órában eléri. A plazmában mért csúcsszintet a szájon át történő beadást követően 3-4 órával éri el. A limeciklin felszívódását az egyidejű étkezés, főként a tejfogyasztás érdemben nem változtatja meg.
Eloszlás: 300 mg szájon át történő bevétele felnőttekben a következő értékeket eredményezi:
- a plazmában mért csúcsérték 1,6-4 µg/ml,
- nagymértékben változatos maradvány koncentráció (0,29-2,19 µg/ml)
- plazma felezési ideje hozzávetőlegesen 10 óra.

Ismételt adagolása 2,3 µg/ml és 5,8 µg/ml közötti állandó átlagos plazmakoncentrációt eredményez. Széles intra- és extracellularis diffúziója normál adagolás esetén a legtöbb testszövetben és folyadékban, de főként a tüdőkben, csontokban, izmokban, májban, húgyhólyagban, prosztatában, epehólyagban és a vizeletben hatásos koncentrációt eredményez.
Kiválasztás / elimináció: A limeciklin elsősorban a vizelettel, másodsorban az epével választódik ki. A beadott adag kb. 65%-a 48 órán belül kiürül.

## Antibakteriális aktivitás
A limeciklin természetes antibakteriális spektruma a ciklinekével megegyező.
- Érzékeny fajok: Brucella, Pasteurella, Chlamydiák, Propionibakterium acnes, Gonococcusok, Haemophylus, Leptospira, Mycoplasma pneumoniae, Ureaplasma urealyticum, Rickettsiák, Treponema pallidum, Vibrio cholerae.

- Változékony érzékenységű fajok (10-40% rezisztens törzs): anaerob organizmusok (Clostridium, Bacteroides, Fusobacterium), Escherichia coli, Klebsiella, Legionella pneumophila, Pneumococcusok, Proteus morganii, Shigella, Staphylococcusok, Streptococcusok A, C és G csoportja.
- Rezisztens fajok (MIC ≥ 16 mg/L): Enterobacter, Mycobacterium tuberculosis, Proteus rettgeri, Providencia, Pseudomonas, Serratia, Streptococcusok B és D csoportja.

## Készítmények
- TETRALYSAL 300 mg kapszula